# تپه بارک
تپه بارک مربوط به سدهٔ ۸ تا ۱۱ ه.ق است و در شهرستان زابل، بخش شیب آب، دهستان محمدآباد، روستای ده میر واقع شده و این اثر در تاریخ ۲۷ اسفند ۱۳۸۶ با شمارهٔ ثبت ۲۲۶۵۴ به‌عنوان یکی از آثار ملی ایران به ثبت رسیده است.